# Pyrnus pins
Pyrnus pins är en spindelart som beskrevs av Norman I. Platnick 2002. Pyrnus pins ingår i släktet Pyrnus och familjen Trochanteriidae.
Artens utbredningsområde är Nya Kaledonien. Inga underarter finns listade i Catalogue of Life.